# Etil-propiolát
Az etil-propiolát szerves vegyület, képlete HC2CO2C2H5.  A propiolsav – a legegyszerűbb acetilénkarbonsav – etil-észtere. Színtelen, szerves oldószerekkel elegyedő folyadék. Reagensként és építőelemként használják más szerves vegyületek szintéziséhez, olyan reakciókban, melyek az alkincsoport elektrofilitásán alapulnak.

## Fordítás
Ez a szócikk részben vagy egészben  az   Ethyl propiolate című angol Wikipédia-szócikk ezen változatának fordításán alapul.  Az eredeti cikk szerkesztőit annak laptörténete sorolja fel. Ez a jelzés csupán a megfogalmazás eredetét és a szerzői jogokat jelzi, nem szolgál a cikkben szereplő információk forrásmegjelöléseként.